# Jericho Road
Jericho Road — студійний альбом американського блюзового співака Еріка Бібба, випущений 5 листопада 2013 року канадським лейблом Stony Plain Records.  

## Опис
Назва альбому означає дорогу від Єрусалиму до Єрихону, на якій зупинився добрий самарянин, аби допомогти незнайомцю.
Записано Гленном Скоттом і Оскаром Вінбергом у студіях The Gastation, Швеція та Kensal Town Studios, Велика Британія. Композиції 3, 13 і «Now» записані Семом Кейте у студії Kensal Town Studios.
8 грудня 2014 року альбом номіновано на премію Blues Music Award (2015) в категорії «акустичний альбом».

## Список композицій
1. «Drinkin' Gourd» (традиційна, аранж. Ерік Бібб, Гленн Скотт) — 3:03
2. «Freedom Train» (Ерік Бібб, Гленн Скотт) — 3:25
3. «Let the Mothers Step Up» (Чак Ентоні, Ерік Бібб, Гленн Скотт) — 3:31
4. «Have a Heart» (Ерік Бібб, Гленн Скотт) — 4:29
5. «The Right Thing» (Ерік Бібб, Гленн Скотт) — 4:10
6. «Death Row Blues» (Ерік Бібб) — 3:44
7. «Can't Please Everybody» (Ерік Бібб, Гленн Скотт) — 4:36
8. «The Lord's Work» (Ерік Бібб) — 3:29
9. «With My Maker I Am One» (Ерік Бібб) — 4:37
10. «They Know» (Ерік Бібб) — 4:06
11. «She Got Mine» (Ерік Бібб, Гленн Скотт) — 2:31
12. «Good Like You» (Ерік Бібб, Гленн Скотт) — 4:23
13. «One Day at a Time» (Ерік Бібб, Гленн Скотт) — 2:54

Бонус треки
1. «Now» (Е. Мак-Неллі, Ерік Бібб)
2. «Nanibali» (Соло Сіссохо)

## Учасники запису
| - Ерік Бібб — вокал (усі композиції), акустична гітара (1, 2, 3, 4, 5, 6, 7, 9, 10, 12, 13, «Now»), електрична гітара (3, 7, 8, 9, 11), резофонічна гітара (9), калімба (1), хлопки (3) - Гленн Скотт — електрична гітара (4, 7), клавішні (2, 4, 5), ударні (2, 4, 5, 6, 7, 8, 9, 11, 12, «Now»), бас (2, 4, 6, 7, 8, 9, 11, 12), перкусія (2, 3, 4, 5), електричне фортепіано Вурлітцера (1, 11), фортепіано (3, 6, «Now»), орган Хаммонда (7, 11), тарілки (1), джембе (1), запрошений вокаліст (9), бек-вокал (2, 4, 5, 7, 9, 13), електроніка (3, 5), клавінет (7), хлопки (3, 8, 11) - Стаффан Астнер — електрична гітара (2, 3 (соло і ритм), 4), акустична гітара (2, 11) - Чак Ентоні — електрична гітара (3, 9), вах-вах гітара (7) - Оскар Вінберг — електрична гітара (4) - Невілл Малколм — бас (3), вертикальний бас (13, «Now»), хлопки (3) - Віктор Вутен — бас (5) - Джеррі Браун — ударні (3), шейкер (3), хлопки (3) - Майкл Джером Браун — безладове гарбузове банджо (13) - Джуліан Віггінс — вістл (2), акордеон (2) - Грант Гермоді — губна гармоніка (6) - Дженні Боман — губна гармоніка (12) - Але Меллер — кларіон (1) - Соло Сіссохо — вокал («Nanibali»), кора (4, «Nanibali») - Оллі Хаавісто — добро (9) - Кнут Рейрсруд — турецький саз (9, 11) - Саматна Бенкс — ложки (11) - Андре де Ландж — запрошений вокаліст (2, 9) - Чініка Сімон — запрошений вокаліст (2, 7), бек-вокал (13) | - Руті Фостер — запрошений вокаліст (4) - Сінді Пітерс — запрошений вокаліст (8) - Мамаду Сене — запрошений вокаліст (4), ріті (4) - Оскар Бібб — запрошений вокаліст (12) - Лінда Тіллері — бек-вокал (3 і «Now») - Теммі Браун — бек-вокал (3 і «Now») - Періс Реніта — бек-вокал (4, 5) - Бенгт Скоггольт — бек-вокал (4) - Сара Бергквіст — бек-вокал (7) - Горан Кайфес — хор труб і соло («Now») - Духові — Session Horns Sweden (3, 7, 8, 12) - Войтек Горал — тенор, альт, баритон саксофон - Стеффан Перссон — труба - Патрік Ског — труба - Магнус Віклунд — ударні, тромбон - Гленн Скотт — аранжування духових - Ерік Арвіндер — аранжування духових та диригування (4), аранжування струнних та диригування (10) Технічний персонал - Гленн Скотт — продюсер, зведення - Майкл Бішоп — мастеринг на Five/Four Productions - Патрісія де Горостарцу — усі фотографії - Бруно Буссар — художнє оформлення - Філіпп Ланглуа — виконавчий продюсер |

## Нагороди
- 2015 Blues Music Awards (номінація) в категорії «акустичний альбом».